# Regiomontanusbote
Der Regiomontanusbote ist die Zeitschrift der Nürnberger Astronomischen Arbeitsgemeinschaft e.V. (NAA) und das Mitteilungsblatt der Astronomischen Gesellschaft in der Metropolregion Nürnberg e.V. (AGN) (bis 2021 Nürnberger Astronomische Gesellschaft e.V. (NAG)). Er wurde 1988 gegründet, nachdem es bereits von 1978 bis 1980 eine Vorläuferpublikation als interne Mitteilungen der Sternwarte, des Planetariums und der Nürnberger Astronomischen Arbeitsgemeinschaft gegeben hatte.
Die Zeitschrift ist nach dem fränkischen Astronomen Regiomontanus benannt.